# Seututie 274
Pour les articles homonymes, voir Route 274.
La route régionale 274 (finnois : Seututie 274) est une route régionale allant de Kauhajärvi à Kauhajoki jusqu'à Parkano en Finlande,,.

## Présentation
La seututie 274 est une route régionale de Pirkanmaa et d'Ostrobotnie du Sud.
La route 274 longe le parc national de Kauhaneva-Pohjankangas.